# Colegio San Francisco de Borja
El Real Colegio de Caciques  San Francisco de Borja fue una institución educativa del Cusco colonial, especializada en la educación de la nobleza inca. El Colegio estaba destinado a la educación de los hijos mayores de los caciques desde temprana edad con el fin de alejarlos de la "idolatría" de sus padres, integrarlos a la religión católica y a la vida hispana y para que dejaran de lado sus costumbres, ritos y mitos.
Desde 1972 el inmueble que actualmente ocupa el colegio y que es el mismo que ocupó en el siglo XVIII forma parte de la Zona Monumental del Cusco declarada como Monumento Histórico del Perú. Asimismo, en 1983 al ser parte del casco histórico de la ciudad del Cusco, forma parte de la zona central declarada por la UNESCO como Patrimonio Cultural de la Humanidad.

## Historia
El Rey Felipe II de España emitió en 1573 y 1578 una disposición de que se funden en todas las provincias u obispados del Perú colegios seminarios para el adoctrinamiento de los hijos de curacas y otros nobles nativos. La conducción de estos locales se encargó a los jesuitas. Fue el Virrey Francisco de Borja y Aragón, Príncipe de Esquilache, quien el 16 de septiembre de 1620 mandó la creación en el Cusco de un colegio Seminario para la educación de todos los hijos de nobles en las regiones de Cusco, Huamanga y Arequipa. Conforme a esta provisión, la Compañía de Jesús fundó en 1621 el Colegio Real con el título de San Francisco de Borja y se dispuso que se enseñara en él a leer y escribir, la doctrina cristiana, aritmética y artes útiles y competentes al estado de los alumnos quienes tendrían entre 12 y 15 años y permanecerían internados en el colegio durante un lapso de 7 a 8 años. 
El primer local de este colegio se ubicó en la Plazoleta de las Nazarenas, en la casa denominada "de las Sierpes" o Palacio Leguizamón, muy cerca al Seminario de San Antonio Abad. Otras fuentes señalan que el Colegio se fundó por disposición del virrey Luis Jerónimo Fernández de Cabrera y Bobadilla, Conde de Chinchón, hacia 1628, por mandato del rey Felipe IV. Se trataba de una segunda cédula con el mismo fin que coincide con el cambio de casa del Colegio a una «en mejor sitio y más desahogo». El padre Joan Frías Herrán, provincial de la Compañía de Jesús, puso en ejecución la cédula por orden del virrey Francisco de Borja y Aragón, Príncipe de Esquilache.
Su primer rector fue el padre Frías. El día de su fundación hubo misa y sermón en la casa para los sacerdotes y en la capilla mayor para los colegiales. Estos estaban sentados en sus escaños donde el Corregidor los honró dándoles insignias de colegiales en nombre del Rey, éstas eran de plata, con las armas reales y las llevaron en fuente de plata, adornadas con muchas flores. Las colocaron en tafetán colorado sobre el vestido verde que vestían los colegiales.
En este colegio cursaron estudios tanto José Gabriel Condorcanqui - Túpac Amaru II - como su rival y futuro prócer de la independencia peruana durante la rebelión de 1814, Mateo Pumacahua. El Colegio sobrevivió a la expulsión de los jesuitas hasta 1825, en que Simón Bolívar dispuso su fusión con el Colegio de San Bernardo, colegio jesuita creado para la educación de los hijos de españoles en el Cusco, para crear el Colegio Nacional de Ciencias y Artes del Cusco.
Posteriormente, en el Siglo XX se creó en el mismo local donde funcionó este colegio una escuela de enseñanza primaria con el mismo nombre que funciona hasta la actualidad.

## Local
Para el edificio se compraron en 1621 las casas que habían sido de García Pérez de Salinas, detrás de la catedral, en la calle que sube a la entonces denominada plazuela de Santa Clara la Vieja (hoy Plazoleta de las Nazarenas). Se pagaron por ella 13,500 pesos de a ocho reales. Más tarde, en 1644, siendo rector el padre Juan de Oré, se compraron otras casas a Sebastiana Maldonado y a don Fernando de Cartagena y Santa Cruz no muy distantes de la misma plazuela. Estas estaban ubicadas en la esquina de la callejuela que iba al Huatanay de San Blas. Más tarde el Colegio se trasladó a unas casas que habían servido de Palacio Episcopal, comprándola a Juan Laso de la Vega por el monto de la venta de la casa anterior. La nueva casa quedaba frente a la casa de los Marqueses de la Laguna, conocida como Casa del Almirante, solamente las dividía una calle al medio. Desde esta nueva casa se dominaba la plaza del Cuzco.

#### Libros y publicaciones
- Alaperrine-Bouyer, Mónica (2007). La educación de las élites indígenas. Lima: IFEA.
- Angles Vargas, Víctor (1983). Historia del Cusco (Cusco Colonial) Tomo II Libro Segundo. Lima: Industrialgrafica S.A.
- Escobari de Querejazu, Laura (2001). Caciques, yanaconas y extravagantes. Lima: IFEA.
- Sánchez López, Zoila Luz (1974). Importancia de la labor educativa realizada por los jesuitas en el Período Colonial (Monografía para optar el grado de Bachiller en Educación). UNMSM.

- Datos: Q5777151
- Multimedia: Colegio San Francisco de Borja / Q5777151